# Euploea grayi
Euploea grayi är en fjärilsart som beskrevs av Moore 1883. Euploea grayi ingår i släktet Euploea och familjen praktfjärilar. Inga underarter finns listade i Catalogue of Life.